# Francelos

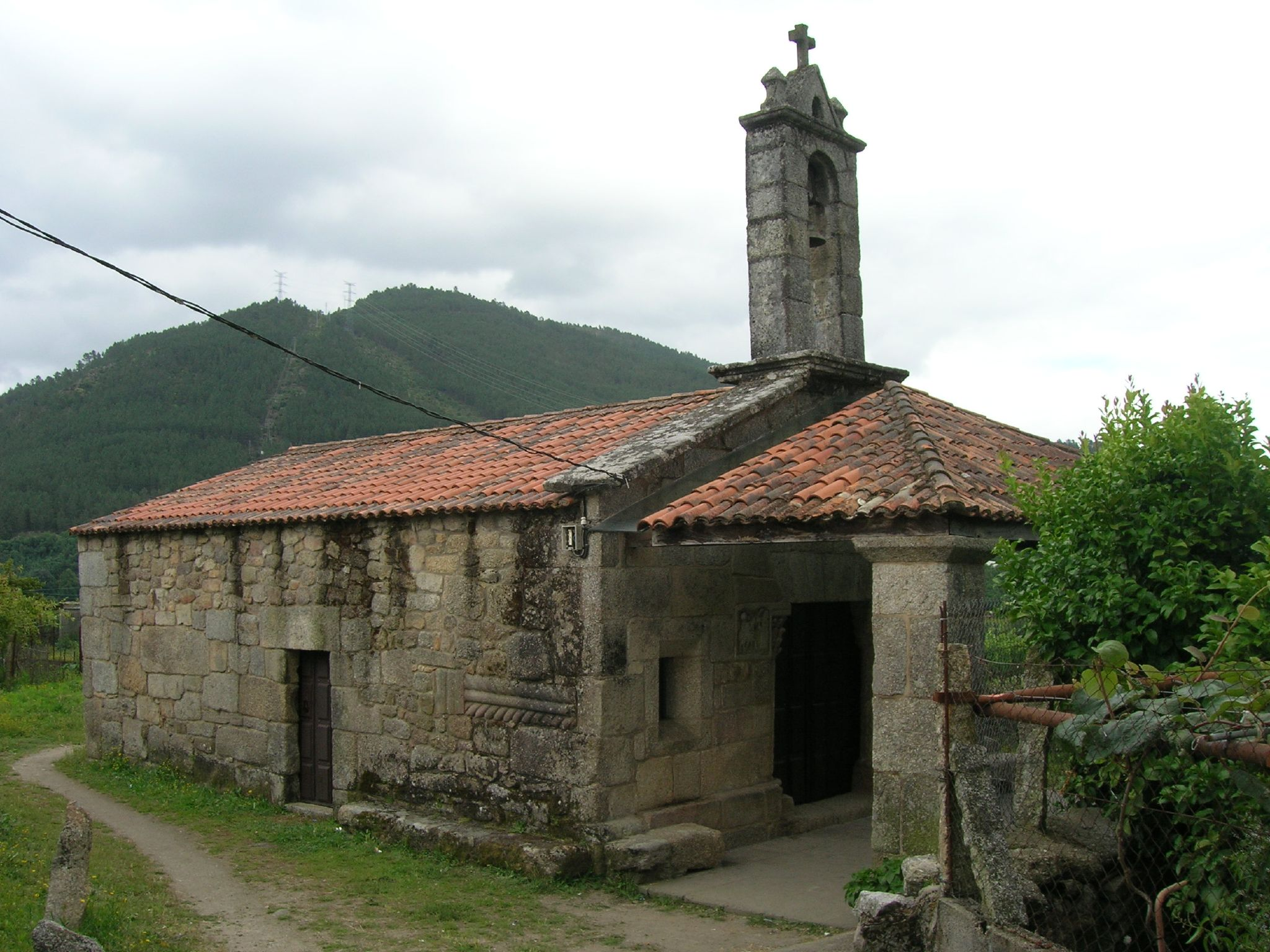
Chapelle de San Xes de Francelos.

Francelos est une paroisse de la commune de Ribadavia dans la province d'Orense (Galice, Espagne). Elle compte environ un millier d'habitants.

## Situation
Francelos est située à deux kilomètres de Ribadavia sur une petite colline aux bords du fleuve Miño, arrosée par la rivière Outeiro (également appelée Brul).
La paroisse est constituée de deux villages (ou lieux-dits) : Francelos et Prexigueiro.
Francelos était anciennement appelé "Valparaíso" ("Valparadis") par ses habitants du fait de ses paysages idylliques et de son emplacement qui donne lieu à des activités de loisirs l'été.

## Patrimoine
A capela San Xes de Francelos, est une chapelle réédifiée sur les  restes d'un ancien monastère cénobitique de sœurs bénédictines des IXe siècle et Xe siècle. Des éléments décoratifs et architectoniques de la fabrication originale préromane ont été réutilisés.